# Бушаш
Бушаш — река на Среднем Урале, правый приток Сулёма. Протекает в городском округе Нижний Тагил и Горноуральском городском округе Свердловской области России.
Длина реки — 11 км. Впадает в реку Сулём на 54 км по правому берегу от устья последней.

## География
Исток реки Бушаш находится у подножия горы Осиновая, на высоте 400 метров над уровнем моря. Река течёт на юг, затем поворачивает на запад и впадает в Сулём на северной окраине села Большие Галашки. Высота уреза воды в устье — 352,7 м.

## Данные водного реестра
По данным государственного водного реестра России, река Бушаш относится к Камскому бассейновому округу. Водохозяйственный участок реки — Чусовая от города Ревды до в/п посёлка Кына, речной подбассейн реки — Кама до Куйбышевского водохранилища (без бассейнов рек Белой и Вятки), речной бассейн реки — Кама.
Код объекта в государственном водном реестре — 10010100612111100010669.